# Sami Rähmönen
Sami Rähmönen (Turku, 19 de abril de 1987) é um futebolista finlandês.